# 電動帆

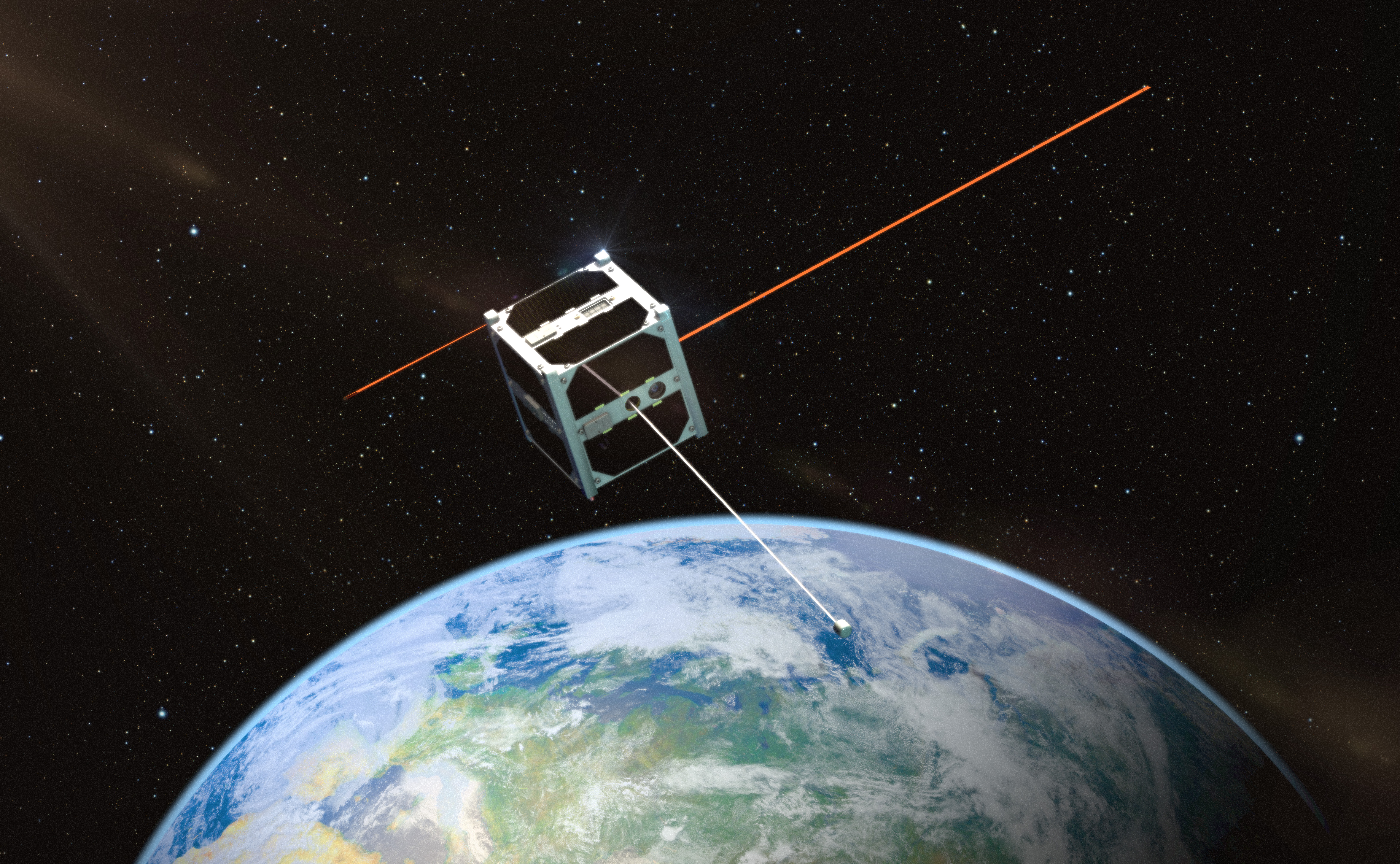
ESTCube-1電腦藝術繪圖。

電動帆（英語：Electric sail、Electric solar wind sail，簡稱：E-Sail）是一種建議將太陽風作為動壓來源的太空飛行器推進方式，其原理為為製造電場來改變太陽風質子的行進方向，進而推動太空載具移動。整個系統在2006年時由芬蘭科學家派卡·鉴胡能所提出，並且於芬蘭氣象研究所內透過細電線所形成的磁場完成「模擬」電動帆之實驗。之後歐洲聯盟底下的研究機關也開始支持關於電動帆技術的研究計畫，並且提供170萬歐元來興建專門研究電動帆關鍵技術的原型實驗室。這項預計持續3年的研究計畫共有5個國家參與，而歐洲聯盟則將其評估為最高類組的研發內容。
透過太陽風行進的電動帆除了比傳統的太陽能電池系統更為有效且便宜外，從長遠發展來看也極有可能促使小行星資源的經濟開發與應用。2013年時愛沙尼亞所研製的ESTCube-1計畫測試電動帆工作原理的可行性，並且預計在2014年時由芬蘭所發射的微型衛星阿爾托-1進行實際運用。

## 設計
電動帆由極為細長的電動纜索組成，並且透過事先裝備的电子枪提供纜索較高的正電位。這些帶正電的纜索會排斥太陽風中的質子，而偏轉途徑的大量質子便會形成流動且推動太空載具駛向目標方向。同時這也吸引同樣來自太陽風等離子體的電子，而受到吸引的的電子電流則由電子發射器重新射出。其中由於太陽風所帶來的質子是受到纜線周圍產生的磁場影響，因此與實際纜索的直徑並無關聯。

## 使用
電動帆的使用方法之一是藉由太空載具產生的離心力來讓數條纜繩以放射狀的方式自動伸展開來，而帶電纜線所產生的磁場可以延伸到半徑數十公尺處。之後可以透過微調個別纜繩的射出的電荷大小，來改變太空載具的移動方向。而根據原始設計一個全尺寸使用電動帆的太空載具應該要有50條至100條電動帆纜索，而將這些纜繩拉直後其長度大約有20公里。為了盡量減少從微流星體的破壞，整個纜索由眾多直徑約25微米至50微米的細線分段焊接在一起；因此即使單獨細線遭到切斷時整條纜索仍然會保持通路並且持續運作，而在2013年1月時赫爾辛基大學也已經進行了以纜索超音波焊接的可行性示範。

## 缺點
由於電動帆無法使用在僅有磁場或者是慢速電漿的場合，因此在缺乏太陽風行星的磁層中可能無法有效使用。另外雖然推力方向的變化可以藉由電動帆的傾斜調整，然而推力方向卻一定從太陽處往外發射。根據估計電動帆其操作能力時僅能傾斜60度角，從而製造推力並且方向向外30度角行進。

## 外部連結
- （英文） Electric Solar Wind Sail (E-sail) （页面存档备份，存于）
- （英文） Kumpula Space Centre
- （英文） FMI / Earth Observation Website （页面存档备份，存于）
- （英文） Electric Solar Wind Sail Could Power Future Space Travel In Solar System （页面存档备份，存于）
- （英文） Simulation study of solar wind push on a charged wire: basis of solar wind electric sail propulsion （页面存档备份，存于）